# 백두산
백두산(白頭山)은 조중 국경(북한-중국 국경)에 있는 화산이다. 중국에서는 창바이산(중국조선어: 장백산, 중국어 간체자: 长白山, 정체자: 長白山, 통용 병음: Chángbái shān)이라 불린다. 한민족에게는 민족의 영산으로 숭앙되어 왔으며, 환웅이 무리 3,000명을 이끌고 제사를 열었다는 태백산과 동일시되기도 한다
높이는 2,744m(9003ft)로, 한반도에서 가장 높은 산이다. 산머리가 1년 중 8개월이 눈으로 덮여 있는데다가 흰색의 부석(浮石)들이 얹혀져 있어서 흰머리산이라는 뜻으로 백두산이라고 불리게 되었다.
백두산의 최고봉은 장군봉(將軍峰)이다. 2,500m 이상 봉우리는 16개로 향도봉, 쌍무지개봉, 청석봉, 백운봉, 차일봉 등이 있으며, 그 밖에 대각봉, 녹명봉, 천문봉, 망천후 등 2,500m 미만인 봉우리도 여럿 있다. 정상에는 칼데라 호인 천지(天池)가 있다.
백두산부터 지리산(智異山)까지 이르는 백두대간(白頭大幹)은 한반도의 기본 산줄기로서 모든 산들이 여기서 뻗어 내렸다 하여 예로부터 한민족에게 성스러운 산으로 숭배되었고, 환웅이 신시(神市)를 열고 단군이 태어난 성지(聖地) 또는 성소(聖所), 성역(聖域)등으로, 여겨서 신성시되고 있다. 또한, 백두산은 남만주 북동에서 서남서 방향으로 뻗은 장백산맥의 주봉이기도 하다. 유네스코 집행이사회는 2024년 3월 27일 백두산을 비롯한 18개 후보지를 창바이산으로 세계지질공원으로 새롭게 인증했다.

## 명칭
백두산은 과거 백산, 태백산, 불함산, 개마대산, 장백산 등으로도 불렸는데, 1280년대에 쓰여진 《삼국유사》, 《제왕운기》에서는 고조선의 건국 신화, 부여, 고구려를 설명하면서 태백산으로 언급하고 있다.

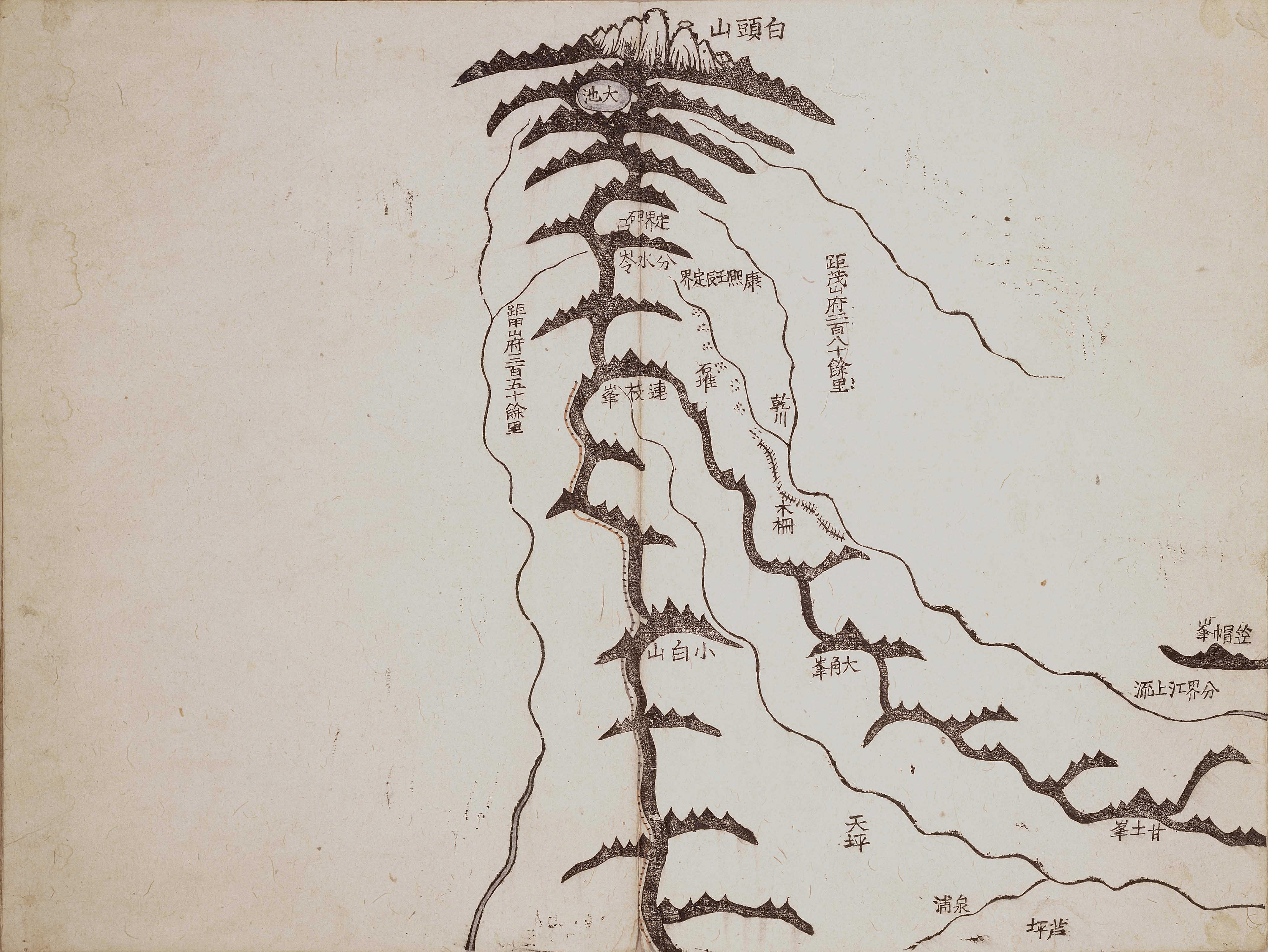
《대동여지도》에 기록된 백두산. (제2첩 4면)

백두산(白頭山)이라는 명칭은 조선 건국 초에 편찬된 《고려사》의 고려 성종 10년(991년)조에 처음으로 문헌에 나타난다. 《조선왕조실록》에서는 주로 백두산이라고 칭하였는데, 장백산(長白山), 백산(白山)이라는 명칭도 간간히 나타난다. 1962년에 조선민주주의인민공화국과 중화인민공화국 사이에 체결된 조중 변계 조약과 그 의정서에서도 이 산을 백두산(중국어 간체자: 白头山)이라고 칭하였다.
중국에서는 창바이산(중국조선어: 장백산, 중국어 간체자: 长白山, 정체자: 長白山, 병음: Chángbái shān), 만주어로는 골민 샹기얀 알린(果勒敏珊延阿林, 만주어: ᡤᠣᠯᠮᡳᠨ
ᡧᠠᠩᡤᡳᠶᠠᠨ
ᠠᠯᡳᠨ Golmin Šanggiyan Alin) 또는 골민 샨얀 알린(만주어: ᡤᠣᠯᠮᡳᠨ
ᡧᠠᠨ᠋ᠶᠠᠨ
ᠠᠯᡳᠨ Golmin Šanyan Alin)이라고 부른다.
백두산에 관련된 신화는 한민족(조선민족)뿐만 아니라 만주족에게도 나타난다. 만주족의 기원신화의 중심지 또한 백두산이며, 청나라 시절 백두산은 만주족의 영산으로써 특별한 취급을 받았다. 중국에서는 산해경의 기록에선 불함산(不咸山)으로, 이후 위진남북조 시대(221∼589)에는 태백산(太白山), 도태산(徒太山) 등 여러 이명으로 불리었다. 현대에는 '장백산(長白山)'이라고 통일되었는데, 이는 만주어로 '긴 흰 산', '큰 흰 산'이라는 뜻의 '골민 샹기얀 알린(golmin šangiyan alin)'을 의역한 것으로, 역사적으로는 요, 금나라 시기부터 쓴 것으로 추정된다.

## 문헌 기록
단군신화에서 환인의 아들 환웅이 내려와 신시(神市)를 건설한 태백산은 대개 백두산으로 간주되어 왔다. 태백산(太伯山)에 관한 현존하는 가장 오래 된 기록은 삼국유사이다. 제왕운기 · 세종실록지리지 · 동국여지승람 · 동국사략 · 동사강목은 '태백산(太白山)', '백두산(白頭山)', "백산(白山)' 등으로 표기하고 있다. 고구려에서는 이 산을 태백산(太白山) 또는 백산(白山)이라고 불렀으며 이 산 주변에 백산부(白山部)라는 고구려에 속한 말갈 세력이 존재했다.
고려 중기의 일연은 《삼국유사》에서 단군신화를 설명할 때는 환웅이 자리잡은 태백산에 '묘향산(평안도 지방)을 이른다'는 주석을 달았으나 고구려 건국신화 부분에서 동부여 왕 금와가 태백산 남쪽 우발수에서 유화를 만난 부분에서는 태백산에 특별한 주석을 달지 않았는데, 지리적인 상황으로 보아 한국 사학계에서는 고조선의 태백산을 일연이 주장한 묘향산으로 보지 않고 백두산으로 본다. 반면 이승휴의 《제왕운기》에서는 처음부터 태백산이라고만 적고 별도의 주석을 달지 않았으며, 부여, 옥저, 신라(원문: 시라(尸羅)), 고례(高禮), 예맥이 모두 단군의 자손이라고 보았다. 여기서 단군신화의 태백산을 일연이 묘향산이라고 주석을 단 데에는 백두산으로 바로잡아야 한다는 설(서대석 교수 주장), 묘향산이 불교의 성지라서 그 영향을 받았다는 설, 백두산에 대한 인식이 희박해지면서 백두산 신앙의 요소가 묘향산으로 이동한 것을 반영했다는 설(최남선 주장), 고조선의 수도가 요동 지방의 아사달에서 한반도 북부의 왕검성(지금의 평안도 일대)으로 이동하면서 평양 지역에 토착화되면서 변했다는 설 등이 있다.

## 지리
백두산은 상단부가 직경 5km, 깊이 850m의 거대한 칼데라에 의해 함몰된 성층화산이다. 이곳 칼데라는 969년(±20년) 화산분출로 인해 형성되었으며, 물이 차서 천지(天池)를 이루고 있다. 이 화산분출로 인한 화산재는 멀리 일본의 홋카이도에서도 발견된다. 천지는 둘레가 14km이고, 평균 깊이 213m, 최대 수심은 384m에 이르며, 10월 중순부터 5월 중순까지는 보통 눈과 얼음으로 뒤덮여 있다.
산의 정상은 매년 2cm씩 솟아오르는데, 이는 산의 중앙부 천지를 둘러싼 칼데라 환의 2,500m 아래 마그마의 활동에 의한 것이다. 최고봉인 장군봉은 1년 중 8개월이 눈으로 덮여 있고, 경사는 1,800m에 이르기까지는 비교적 완만한 편이다.

### 천지
천지(天池)는 백두산 정상에 위치한 화산호로, 쑹화강(松花江)의 발원지이다.
그 수면은 해발 2,257m，면적은 9.165km2，둘레 14.4 km，평균 깊이 213.43m，최대 수심은 384m로, 63빌딩(274m), 에펠탑(330m), 도쿄 타워(333m) 등은 모두 잠겨 버릴 정도이며, 동방명주탑(467.9m)의 경우 4분의 3, 미국 노스다코타주에 위치한 KVLY 텔레비전 송신철탑(628.8m), 폴란드 콘스탄티누프에 위치해 있던 바르샤바 라디오 송신철탑(646m)은 전체 높이의 60%, 토론토 CN 타워(553.3), 스카이트리(634m), 롯데월드타워(555m), 상하이 타워(632m), 타이페이 101(509,2m)의 경우 전체 높이의 3분의 2까지, 부르즈 할리파(828m)의 경우 3분의 1까지 잠겨버릴 정도의 깊이다.
수량(水量)은 19억 5,500만 m³로서 한반도 뿐만 아니라 중화인민공화국에서도 가장 깊은 호수이다.

### 세 강의 발원지

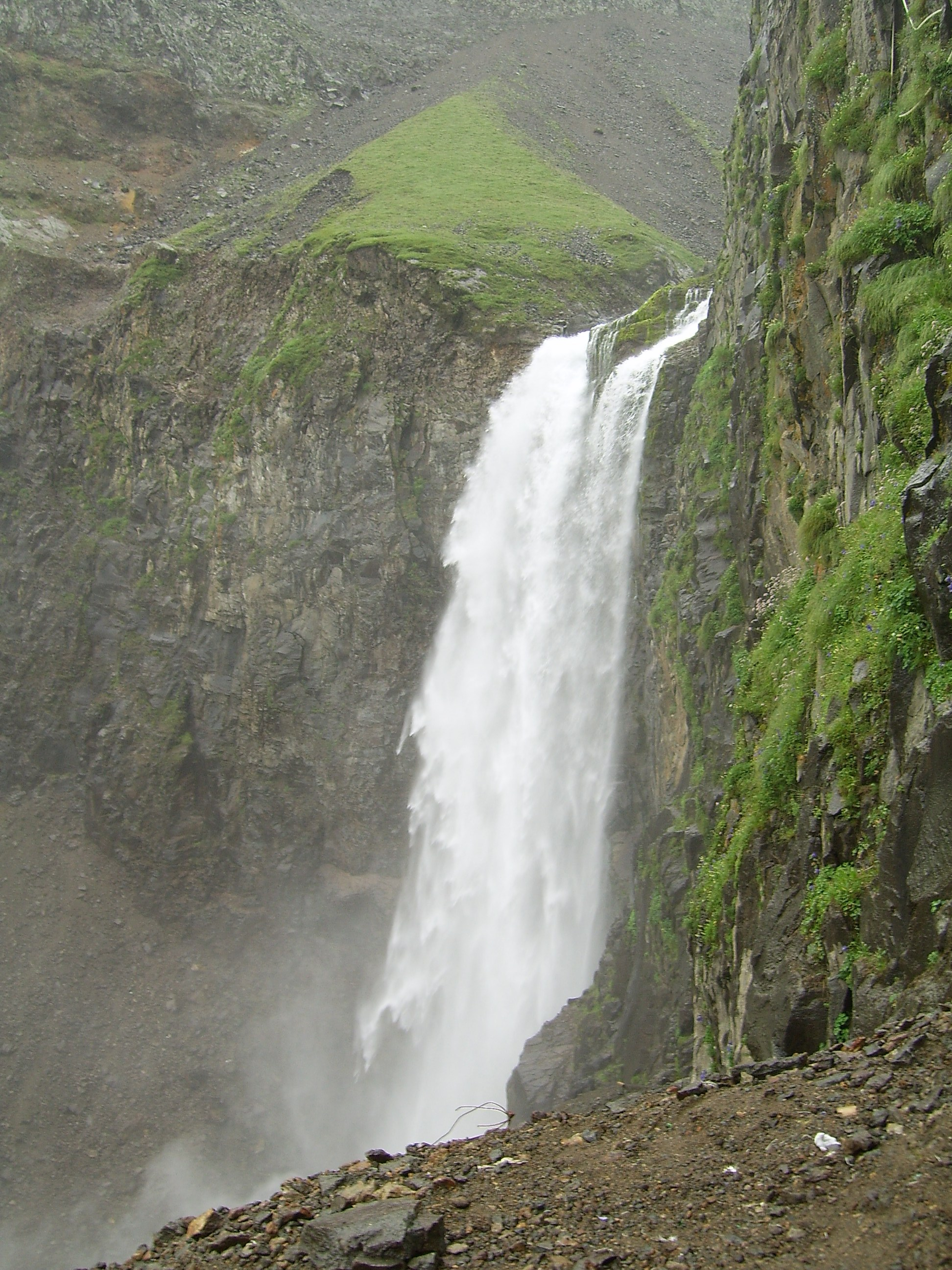
백두산 비룡폭포(장백폭포)

천지의 물은 "승사하"(昇嗣河. 승차하(乘搓河)라고도 한다.)를 통해 흐르다가 68m의 장대한 비룡폭포(장백폭포)에서 수직으로 떨어져 쑹화강의 발원이 된다.
백두산은 쑹화강 외에도 백두산 산정(山頂) 남쪽에서 압록강이, 무두봉(無頭峰, 높이 1,930m)의 북쪽 기슭에서 두만강의 발원이 된다.

### 백두산 16봉
단위는 해발 고도(m)이다.
- 백운봉(白云峰) 2,691m
- 관일봉(觀日峰) 2,670m
- 천문봉(天文峰: 응취봉,鷹嘴峰) 2,670m
- 옥주봉(玉柱峰: 청석봉,青石峰) 2,664m
- 화개봉(華蓋峰: 황암봉,黄岩峰) 2,640m
- 천활봉(天豁峰) 2,620m
- 자하봉(紫霞峰) 2,618m
- 고준봉(孤隼峰) 2,611m
- 녹명봉(鹿鳴峰: 지반봉,芝盤峰) 2,603m
- 용문봉(龍門峰) 2,595m
- 금병봉(錦屏峰) 2,590m
- 직녀봉(織女峰) 2,558m
- 제운봉(梯云峰) 2,543m
- 철벽봉(鐵壁峰) 2,560m
- 와호봉(卧虎峰) 2,566m
- 관면봉(冠冕峰: 옥설봉,玉雪峰) 2,525m

## 기후

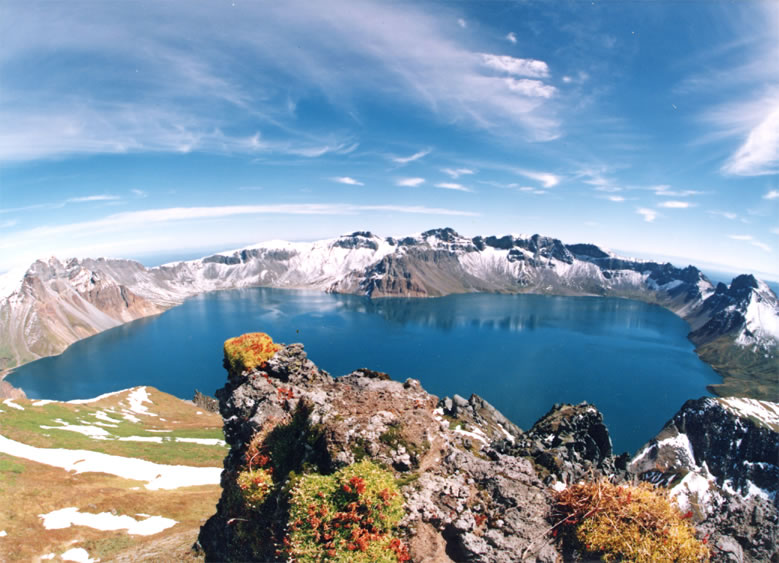
천지

툰드라 기후의 백두산 지역은 산지 기후의 특징을 지녀 월평균 기온이 연간 34℃ 사이의 편차로 크게 변한다. 강수량은 연 1,400mm에 이르는데, 눈이 많이 내린다. 겨울은 춥고 매우 길며，여름은 온난 습윤하다.
백두산의 기후변화는 매우 고질적이다. 산 정상의 연평균 기온은 -7.8℃이다. 여름은 18℃~20 °C 정도이지만, 엄동기는 -47.5℃까지 내려갈 때가 있다. 백두산 정상부 일원 비공식적으로 기록된 최저기온은 -54.7℃이며, 앞으로 공식적 관측기록이 있다면 이보다는 기온이 더 낮은 날이 많을 것으로 예상된다. 1월의 평균기온은 -25℃, 7월의 평균기온은 7.8℃이며, 9월 하순부터 이듬해 6월 초순까지 연중 8개월은 영하까지 내려가서 입산이 통제된다. 산 정상의 평균풍속은 초속 11.7m, 12월에는 평균 초속 17.6m의 강풍이 분다.
평균 습도는 74%, 연강수량은 1,400mm 정도로 강수량이 비교적 많은 편인데, 해양과의 거리가 가깝고 삼림지역이어서 수증기가 많고 지형이 높기 때문에 눈이 많이 내리며, 쌓인 눈은 이듬해 6~7월 달이나 되어야 녹기 시작한다.
| 백두산의 기후                                    | 백두산의 기후 | 백두산의 기후 | 백두산의 기후 | 백두산의 기후 | 백두산의 기후 | 백두산의 기후 | 백두산의 기후 | 백두산의 기후 | 백두산의 기후 | 백두산의 기후 | 백두산의 기후 | 백두산의 기후 | 백두산의 기후 |
| 월                                               | 1월           | 2월           | 3월           | 4월           | 5월           | 6월           | 7월           | 8월           | 9월           | 10월          | 11월          | 12월          | 연간          |
| ------------------------------------------------ | ------------- | ------------- | ------------- | ------------- | ------------- | ------------- | ------------- | ------------- | ------------- | ------------- | ------------- | ------------- | ------------- |
| 월평균 최고 기온 °C (°F)                         | −19.0 (−2.2)  | −16.0 (3.2)   | −9.0 (15.8)   | −1.0 (30.2)   | 7.0 (44.6)    | 11.0 (51.8)   | 14.0 (57.2)   | 13.0 (55.4)   | 8.0 (46.4)    | 0.0 (32.0)    | −10.0 (14.0)  | −17.0 (1.4)   | 14.0 (57.2)   |
| 일일 평균 기온 °C (°F)                           | −25.0 (−13.0) | −21.5 (−6.7)  | −16.1 (3.0)   | −7.5 (18.5)   | −0.3 (31.5)   | 8.8 (47.8)    | 7.8 (46.0)    | 7.8 (46.0)    | 1.0 (33.8)    | −6.7 (19.9)   | −14.9 (5.2)   | −21.1 (−6.0)  | −7.8 (18.0)   |
| 월평균 최저 기온 °C (°F)                         | −33.0 (−27.4) | −30.0 (−22.0) | −23.0 (−9.4)  | −13.0 (8.6)   | −7.0 (19.4)   | −2.0 (28.4)   | 3.0 (37.4)    | 2.0 (35.6)    | −6.0 (21.2)   | −13.0 (8.6)   | −22.0 (−7.6)  | −30.0 (−22.0) | −33.0 (−27.4) |
| 출처: 과학기술정책서비스 (평년값: 1991년~2020년) |               |               |               |               |               |               |               |               |               |               |               |               |               |

## 동식물

### 동물

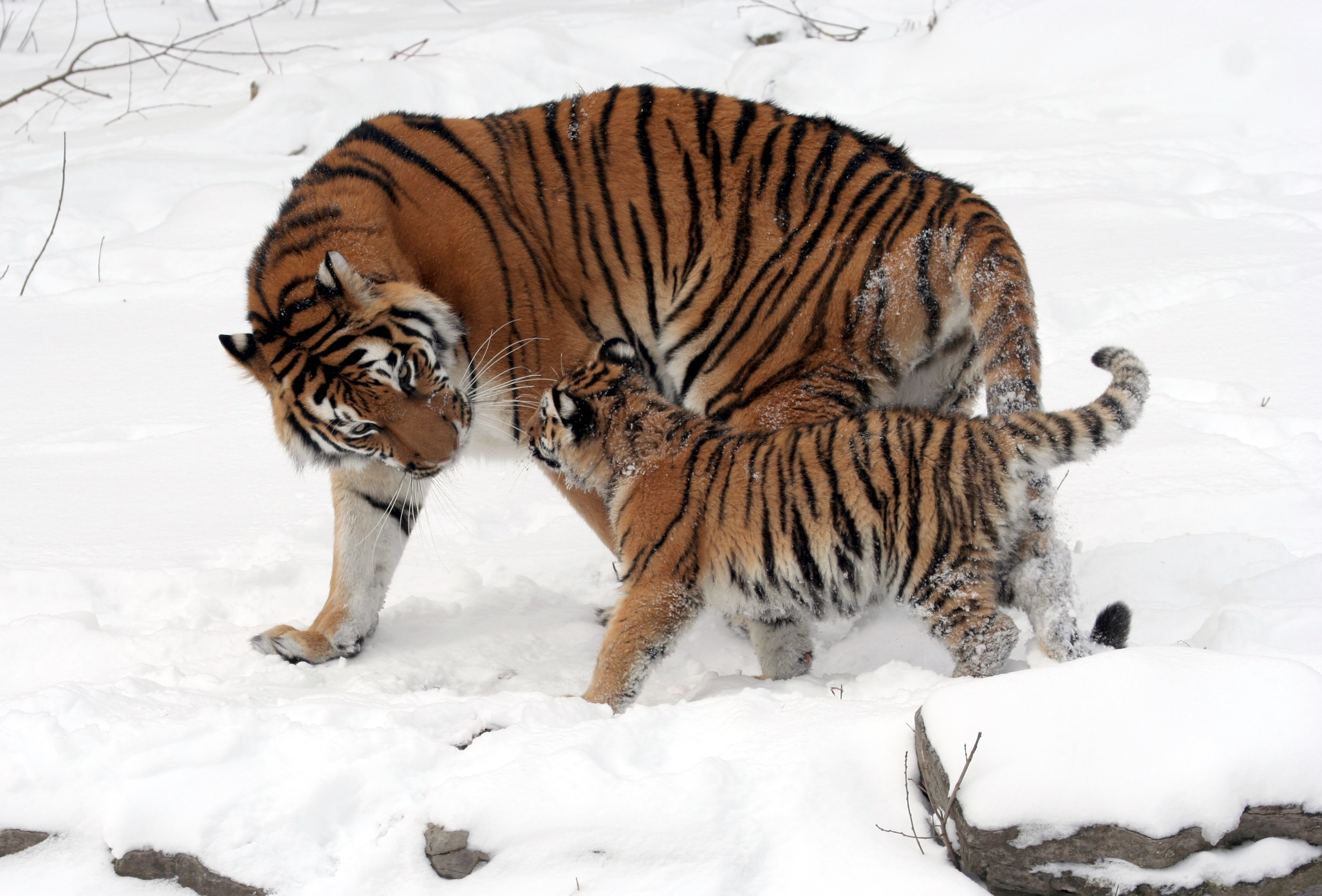
시베리아 호랑이

백두산에는 다양한 동물이 살고 있다. 최근 중국 CCTV의 영상을 통하여 포유류로는 검은담비, 큰곰, 반달가슴곰, 백두산사슴, 사향노루, 사슴, 산양, 스라소니, 수달 등이 서식하는 것으로 확인되었다. 다만 호랑이, 표범, 늑대 등 대형 맹수 대부분은 백두산에서도 멸종되었다. 조류로는 천연기념물로 지정된 삼지연메닭(348호)과 신무성세가락딱따구리(353호), 멧닭, 올빼미, 원앙, 청둥오리 등이 있다. 어류로는 천지에 방류한 천지산천어가 있으며, 그 외에 북살무사·긴꼬리도마뱀 등의 파충류와 무당개구리·합수도룡뇽 등의 양서류가 있다.

### 식물 분포

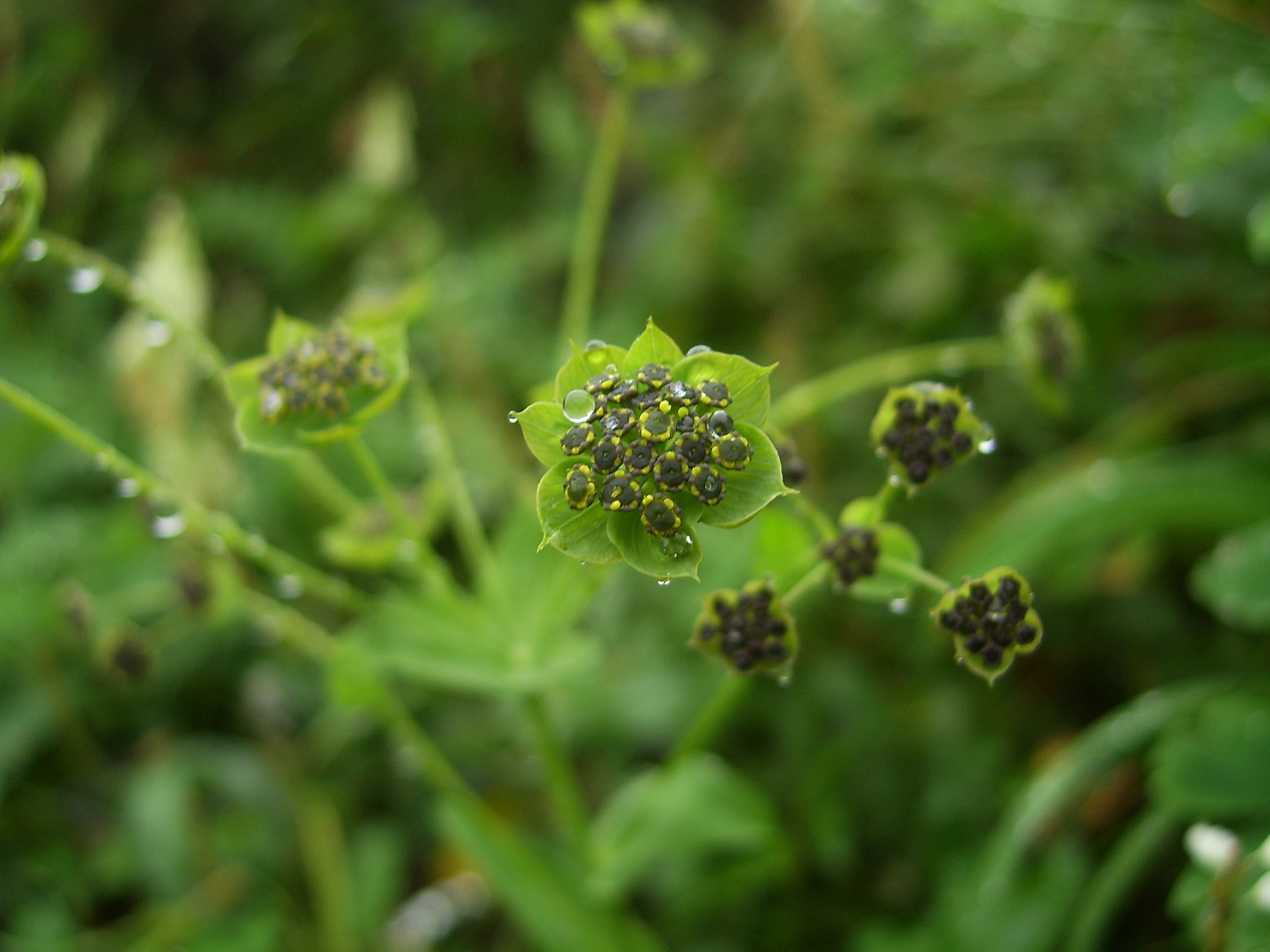
백두산의 식물

백두산은 식물이 다양한 식물이 분포한다. 과거 제3기(第三纪)의 식물에서부터 한국은 물론 시베리아, 일본, 유럽의 식물종도 있으며, 심지어 중국 남방의 아열대 식물종까지 발견된다.
해발 고도가 높고 지리적 위치가 독특하여 하곡(河谷)에서부터 주봉에 이르기까지 유라시아 대륙의 온대, 냉대, 한대에 이르는 거의 모든 주요 식물이 집합해 있으며，지리학적으로 고산 수직 자연대(高山垂直自然帶)의 분포에 속한다.
정일봉을 비롯한 일부 지역에서는 백두산의 다른 지역에서 볼 수 없는 흰병꽃나무·구름꽃다지·백리향·만삼·왜당귀 등 화산 분출에 의해 피해를 입기 전의 식물종들이 자란다.

## 지질 환경 변천사
백두산은 화산활동이 활발했던 지역으로, 약 200 ~ 300만년 전 제4기 분출로 백두산의 천지가 형성된 것으로 추정된다. 최근 300여 년 동안 3차례의 분출이 있었으며, 이로 인해 화산암-현무암 대지, 경사진 현무암 고원 등이 형성되었는데 이는 화산 분출 전후의 백두산이 빽빽한 삼림이었음을 증명한다. 여러 광물질이 함유된 화산재는 비옥한 토양을 형성하여 동식물 번식에 좋은 환경을 제공한다.
한국에 현존하는 사서(史書)의 기록은 남아 있지 않으나, 최근의 지질학적 연구에 의하면 9세기와 10세기에 백두산의 분화가 있었다. 이 가운데 946년 백두산 분화는 발해 멸망의 원인으로 작용했을 것으로 보아왔다. 그러나 발해 멸망은 926년으로 20년이나 차이를 보이고 있다. 백두산은 고려가 삼국을 통일한 후인 10세기 중반에 폭발하여 그 화산재가 멀리 일본의 혼슈와 홋카이도까지 날아갔다. 당시 백두산의 화산 활동으로 분출한 화산재의 양은 100 ~ 150 km3로 추정되는데, 이는 2010년 유럽의 항공대란을 일으킨 아이슬란드 화산 폭발 분출량(0.11 km3)의 1천배나 되는 엄청난 양이다.
사서(史書)의 기록 등에 따르면 1413년, 1420년, 1597년, 1668년, 1702년 등에 백두산이 화산재나 화산가스를 내뿜었거나 이를 추정할 수 있게 하는 기록들이 있으며, 조선왕조실록에는 다음과 같이 기록하고 있다.
"세종 2년(1420년) 5월, 천지의 물이 끓더니 붉게 변했다. 소떼가 크게 울부짖었고 이러한 현상은 열흘 이상 지속됐다. … 검은 공기는 인근지역으로 가득 퍼졌다."

"현종 9년(1668년) 4월, 한양과 함경도 등 일대에 동시에 검은 먼지가 하늘에서 쏟아져 내렸다."

"숙종 28년(1702년) 6월, 한낮에 함경도 지역 일대가 갑자기 어두워지며 비린내가 나는 황적색 불꽃이 날아왔다. … 같은날 인근 지역 현성에서는 연기가 가득한 안개가 갑자기 북서쪽 지역에서 몰려들어 … 사방에 생선 썩는 냄새가 나 사람들을 놀라게 했다. 눈송이 같이 날라 다니던 재는 1촌(약 3cm) 두께로 쌓였고, 재는 마치 나뭇조각 같았다."

이후 백두산은 1925년 마지막으로 분화한 후 90여년 넘게 화산활동을 멈추었다.

다음은 백두산의 주요 분화 목록이다.
900년대
939년
946년
947년
1000년대
1014년
1016년
1017년
1018년
1019년
1100년대
1124년
1199년
1200년대
1200년
1201년
1265년
1300년대
1373년
1400년대
1401년
1403년
1405년
1406년
1500년대
1573년
1597년
1600년대
1654년
1668년
1673년
1700년대
1702년
1800년대
1898년
1900년대
1903년
1925년

## 백두산 부근의 국경과 영토 분쟁

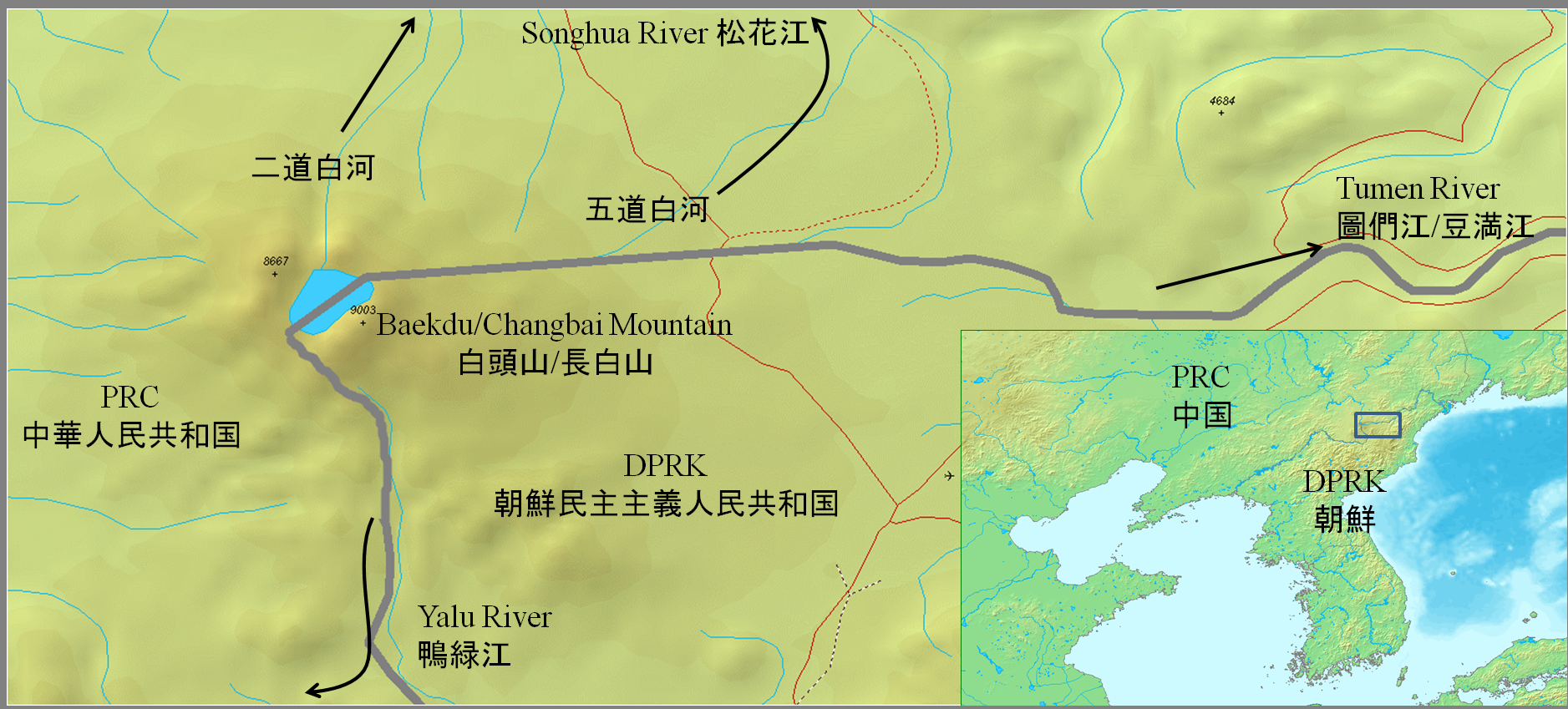

1712년(숙종 38년)에는 조선과 청나라 사이의 국경을 정하기 위해 청나라의 제안에 따라 경계비인 백두산정계비(白頭山定界碑)가 세워졌다. 정계비가 세워진 곳은 백두산 정상에서 남동쪽으로 약 4 km 떨어진 해발 2,150m 지점이었다.
백두산은 현재 천지를 경계로 조선민주주의인민공화국과 중화인민공화국의 국경을 이루고 있다. 두 나라는 1962년 10월 12일에 평양에서 저우언라이(周恩來)와 김일성(金日成)이 '조중 변계 조약(朝中邊界條約)을 체결하여 백두산과 천지(天池)를 분할하였다. 이 조약에 따라 백두산의 북서부는 중화인민공화국에, 남동부는 조선민주주의인민공화국에 속하며, 천지의 54.5%는 조선민주주의인민공화국에, 45.5%는 중화인민공화국에 속한다.
대한민국에서 발행된 지도들은 '천지를 둘러싸고 있는 북쪽 산마루를 이은 선'을 한국과 중국 사이의 국경으로 보아 천지(天池)를 포함한 백두산 정상부 전체와 비룡폭포(장백폭포)를 영토로 표시하고 있다. 반면, 중화민국은 청나라와 일본 제국이 간도협약 당시 국경으로 삼은 석을수보다 남쪽에 있는 홍단수를 두만강 상류의 국경으로 보았으나, 현재는 간도 협약에 따른 석을수를 국경으로 보아 천지와 장군봉(將軍峰) 등을 전부 중국의 영토로 표시하고 있다. 백두산 가운데 중국 영토에 포함된 지역이 백두산의 중국명인 '창바이산(長白山)' 명칭으로 유네스코 세계지질공원 목록에 등재됐다.
유네스코 집행이사회는 2024년 3월 27일 백두산을 비롯한 18개 후보지를 창바이산으로 세계지질공원으로 새롭게 인증했다. 유네스코는 창바이산에 대해 "화산이 형성되는 과정을 연구할 수 있는 화산활동의 야외교실 같은 곳"이라고 평가하고, "정상에 있으며, 동북아시아에서 가장 크고 높은 화산호인 천지는 절경을 선사한다"라고 소개를 했으며 중화인민공화국은 지난 2020년 자신들 영토에 속하는 백두산 지역을 세계지질공원으로 인증해달라고 유네스코에 신청한 바 있다.

## 관광
조선민주주의인민공화국은 출입이 비교적 자유롭지 못하기 때문에, 대한민국을 포함한 대부분의 관광객들은 거의 중화인민공화국 영토를 통해 백두산을 오른다.
백두산에는 많은 자연 온천이 있고, 두갈래의 형제폭포와 중국 쪽의 비룡폭포 등 여러 개의 폭포가 있다.

사진
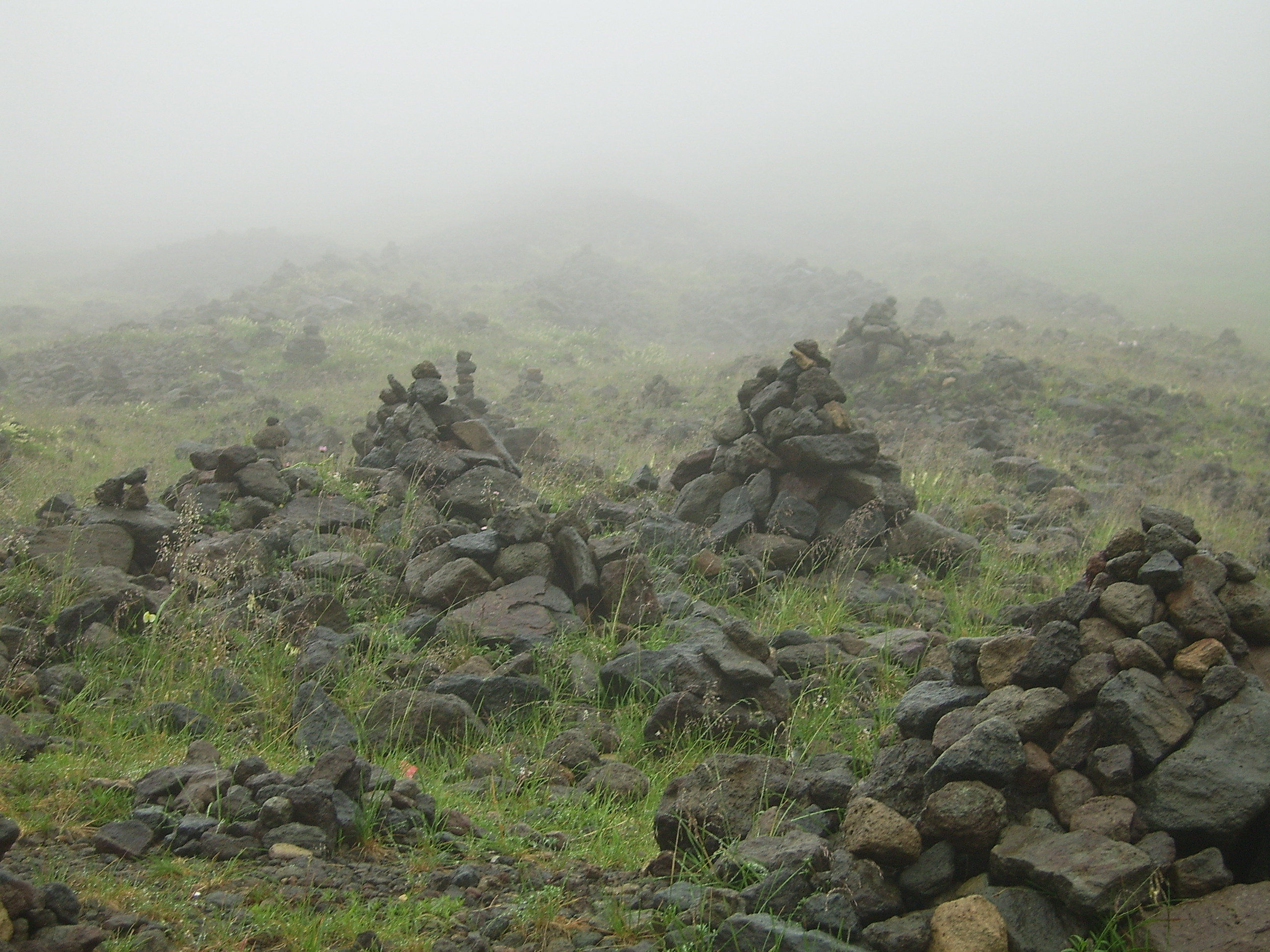
케른
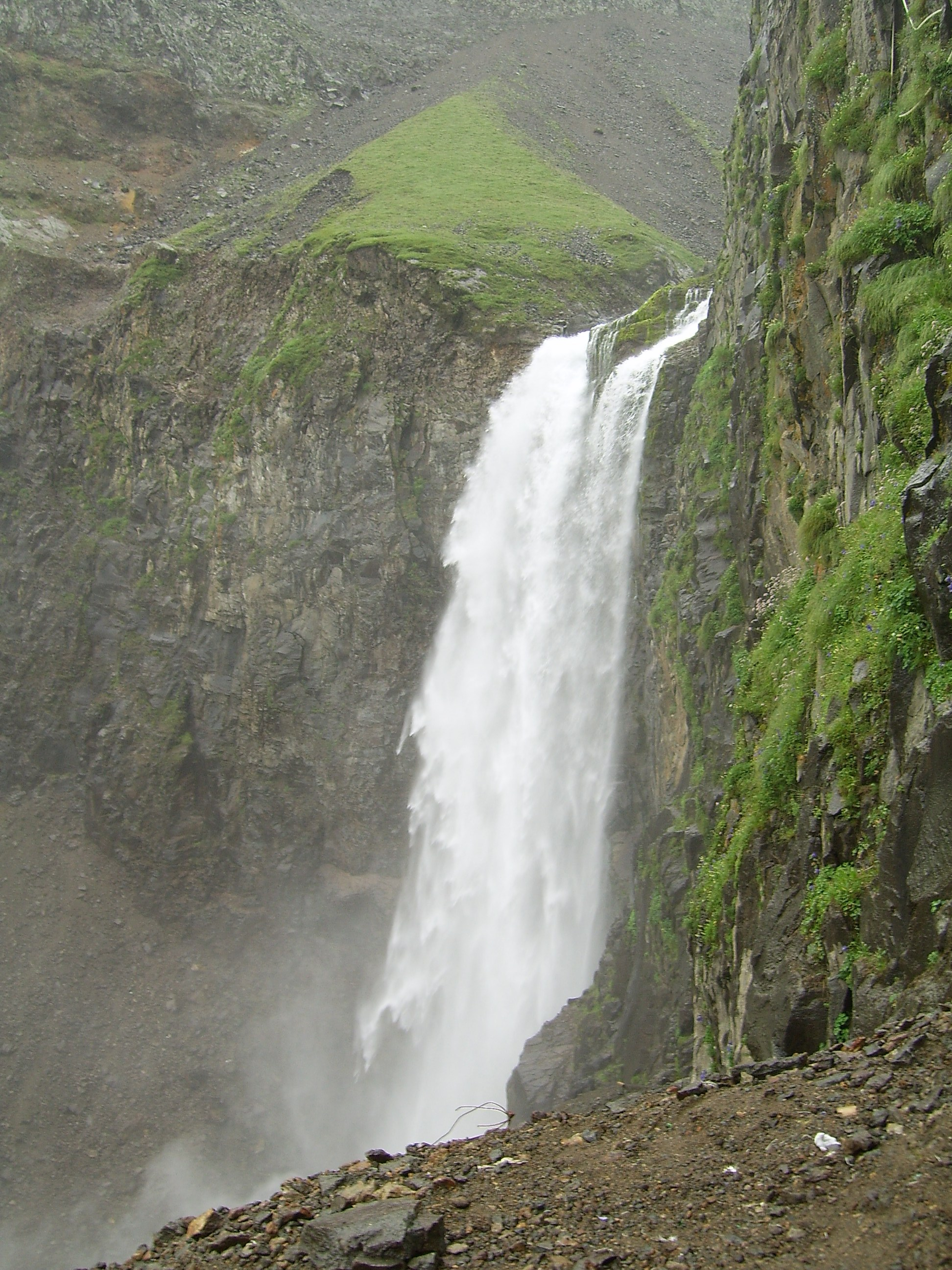
장백 폭포
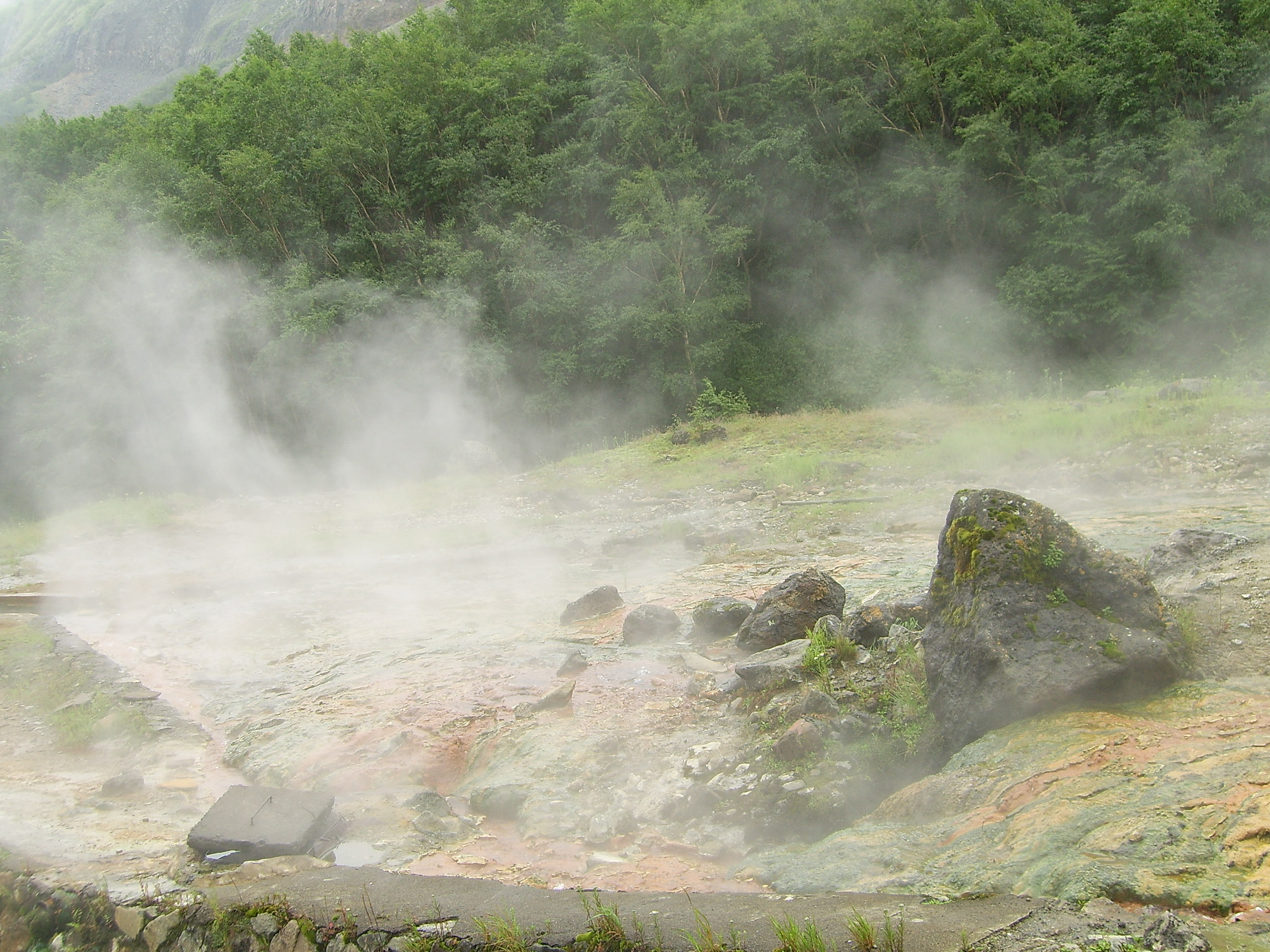
온천
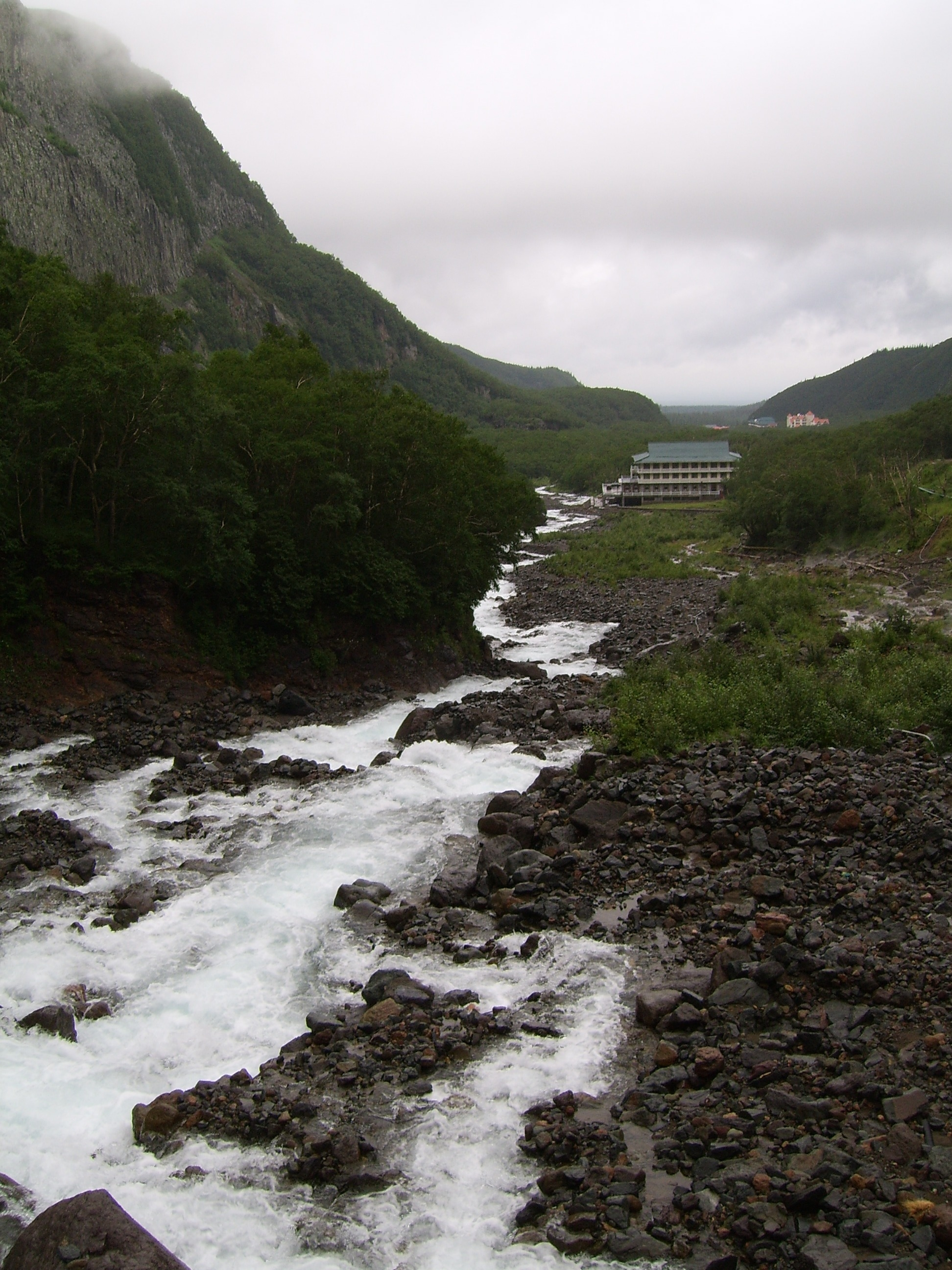
시내
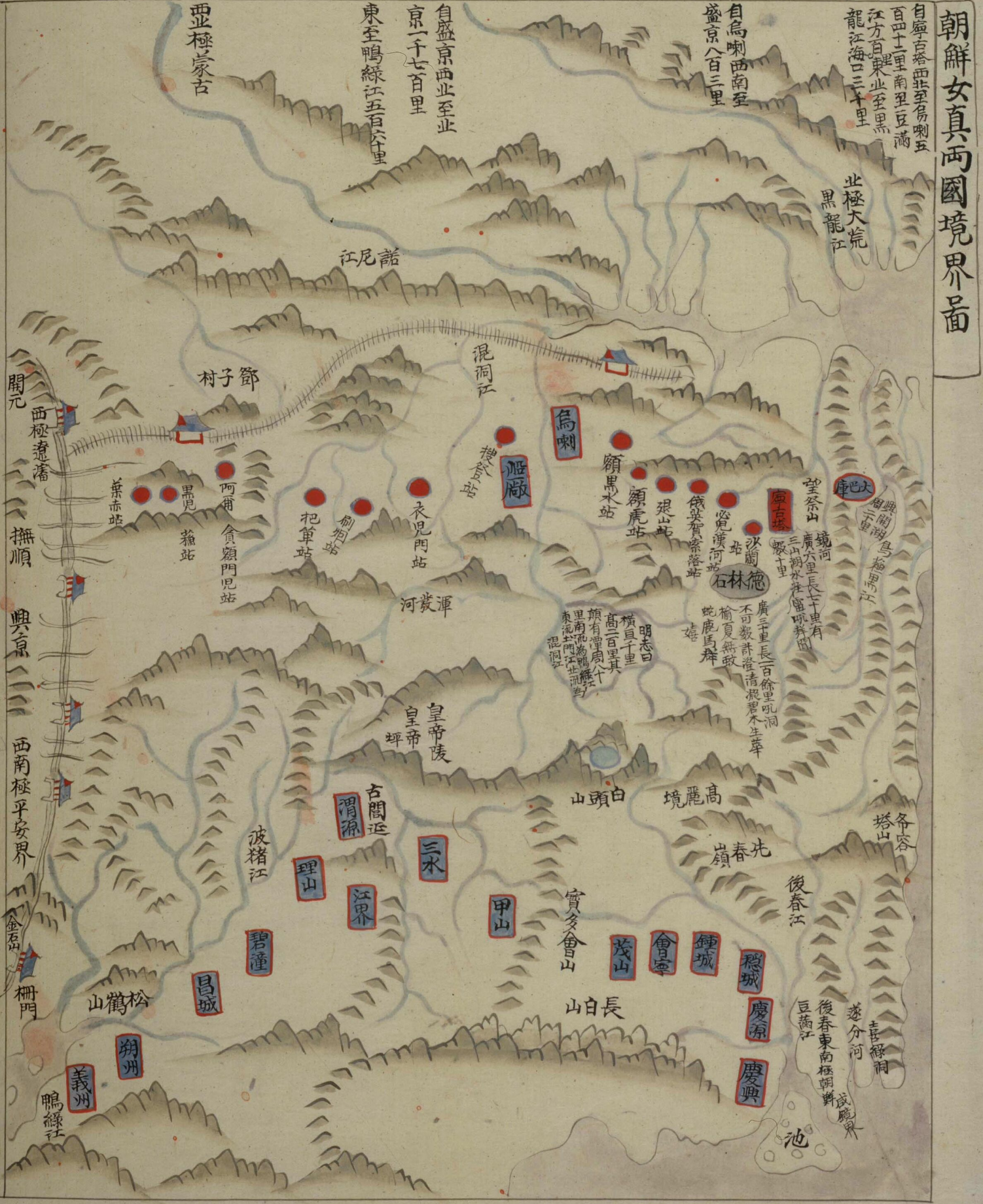
1776년경에 발간된 광역도의 백두산 일대 지도
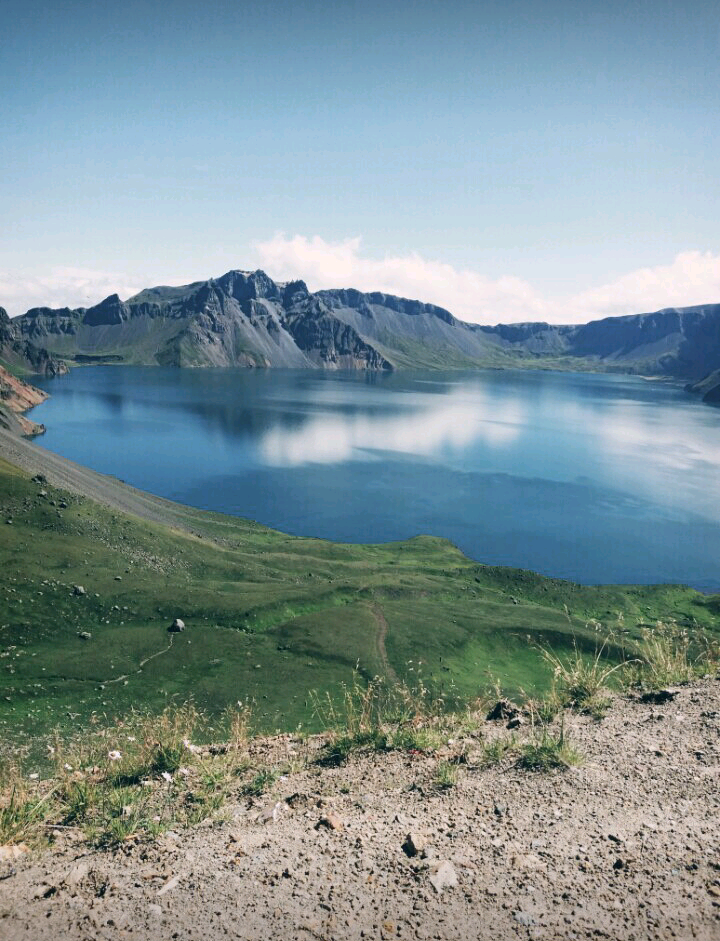
천지

## 분화 가능성과 위험성
2005년 이후 천지의 지하 2~5 km 하부에 화산지진이 증가하고 있는데, 2003년 이후 활발한 지진현상과 함께 천지 주변의 외륜산 일부 암벽에서 균열과 붕괴 현상이 나타나고 있다. 뿐만 아니라 천지 주변 온천수의 수온이 최대 83도까지 높아졌고 화산활동 직전에 나타나는 헬륨과 수소 등 마그마성 가스성분이 증가하였으며, 백두산 천지 칼데라 주변의 암석 틈새를 따라 화산가스가 새어나와 주변 일부 초목이 고사되기도 했다.
천지의 10~12 km 지하에 규장질(알칼리유문암-조면암) 마그마의 존재가 확인되었는데, 규장질 마그마는 상대적으로 높은 점성으로 인하여 엄청난 양의 용존 고압가스를 붙잡아 둘 수 있다. 이 마그마가 지표로 상승하여 임계조건을 넘으면, 일시에 고압의 화산가스가 팽창해 강렬한 화산쇄설물(화산재 및 부석)의 대폭발을 수반하여 분화할 가능성도 있다. 특히 천지 지하에서 발생하는 잦은 화산성 지진으로 천지에 담겨 있는 20억t의 물이 지하 암반 틈새를 따라 지하 마그마하고 만나는 경우 더 큰 화산폭발로 이어질 가능성이 있다. 다만, 폭발의 규모는 10세기의 대폭발보다는 훨씬 작을 것으로 추정된다. 백두산 대폭발 정도 규모의 분화는 지구 전체 규모에서도 수천 년에 한 번쯤 일어나는 매우 드문 현상이기 때문이다.
지진과 함께 천지에서 20억톤의 물이 쏟아져 나오면, 천지의 물이 한꺼번에 쑹화강, 압록강, 두만강 유역으로 흘러가 대규모 홍수 피해가 예상됨과 동시에, 북한하고 중국 일대에 대규모 산불이 발생하게 될 것이다. 백두산의 화산폭발로 분출되는 화산재는 대한민국과 일본, 러시아, 대만에도 큰 영향을 미칠 것으로 추정된다.

## 대중문화
- 영화 - 폭설 - 중국의 액션 영화다.
- 영화 - 백두산 - 대한민국의 액션 영화다.

## 같이 보기
- 백두산 천지
- 백두산 정계비
- 백두고원
- 백두대간
- 금강산
- 한라산
- 애국가
- 조중 변계 조약
- 간도협약
- 간도
- 벨락 - 미국의 영적 에너지(spiritual energy) 가 많다고 알려진 지역
- 울루루 - 호주의 영적인 에너지((spiritual energy)가 많다고 알려진 지역